# Егоров, Александр Валентинович
Алекса́ндр Валенти́нович Его́ров (род. 18 мая 1951) —  российский дипломат.

## Биография
Окончил МГИМО МИД СССР (1974). На дипломатической работе с 1974 года. Владеет французским и арабским языками.
В 2004—2007 годах — заместитель директора Департамента внешнеполитического планирования МИД России.
С 15 февраля 2007 по 15 ноября 2011 года — чрезвычайный и полномочный посол России в Алжире.
С 2011 года — главный советник Департамента общеевропейского сотрудничества МИД России.

## Дипломатический ранг
- Чрезвычайный и полномочный посланник 2 класса (29 декабря 2005)[3].